# The Best of Joe Cocker
The Best of Joe Cocker es un álbum recopilatorio del músico británico Joe Cocker, publicado por la compañía discográfica Capitol Records en 1992 en Europa y en marzo de 1993 en los Estados Unidos. 

## Lista de canciones
1. "Unchain My Heart" (90's Version) – 5:06 (Bobby Sharp, Teddy Powell) (1992)
2. "You Can Leave Your Hat On" – 4:14 (Randy Newman) (1986)
3. "When the Night Comes" – 3:56 (Bryan Adams, Jim Vallance, Diane Warren) (1989)
4. "Up Where We Belong (con Jennifer Warnes)" – 3:55 (Jack Nitzsche, Buffy Sainte-Marie, Will Jennings) (1982)
5. "Now That the Magic Has Gone" – 3:56 (John Miles) (1992)
6. "Don't You Love Me Anymore" – 4:09 (Albert Hammond, Diane Warren) (1986)
7. "I Can Hear the River" – 3:41 (Don Dixon) (1991)
8. "Sorry Seems to Be the Hardest Word" – 3:57 (Elton John, Bernie Taupin) (1991)
9. "Shelter Me" – 4:20 (Nick Di Stefano) (1985)
10. "Feels Like Forever" – 4:46 (Bryan Adams, Diane Warren) (1992)
11. "Night Calls" – 3:25 (Jeff Lynne) (1991)
12. "Don't Let the Sun Go Down on Me" – 5:28 (Elton John, Bernie Taupin) (1991)
13. "Now That You're Gone" – 4:15 (Klaus Lage, Diether Dehm, Tony Carey, Joe Cocker) (1986)
14. "Civilized Man" – 3:56 (Richard Feldman, Pat Robinson) (1984)
15. "When a Woman Cries" – 4:20 (Joshua Kadison) (1991)
16. "With a Little Help from My Friends" (En directo) – 9:27 (John Lennon, Paul McCartney) (1969)

## Posición en listas
| País          | Lista                 | Posición |
| ------------- | --------------------- | -------- |
| Alemania      | Media Control Charts  | 7        |
| Austria       | Austrian Albums Chart | 11       |
| Noruega       | VG-lista Albums Chart | 4        |
| Nueva Zelanda | Recorded Music NZ     | 10       |
| Países Bajos  | Dutch Top 40          | 12       |
| Suecia        | Swedish Albums Chart  | 9        |
| Suiza         | Swiss Albums Chart    | 13       |

## Certificaciones
| País     | Organismo certificador | Certificación | Ventas certificadas | Ref.   |
| -------- | ---------------------- | ------------- | ------------------- | ------ |
| Alemania | BVMI                   | Platino       | 500 000             | [ 10 ] |
| Francia  | SNEP                   | Platino (x3)  | 900 000             | [ 11 ] |
| Suiza    | IFPI                   | Platino       | 50 000              | [ 12 ] |